# Thermosphaeroma thermophilum
Thermosphaeroma thermophilum är en kräftdjursart som först beskrevs av Richardson 1897.  Thermosphaeroma thermophilum ingår i släktet Thermosphaeroma och familjen klotkräftor. Inga underarter finns listade i Catalogue of Life.

## Bildgalleri